# 리코스포츠에이전시
리코스포츠에이전시(영어: Leeco Sports Agency)는 대한민국의 스포츠 에이전시이다. 이예랑이 대표이다. 2015년 시즌 이후 FA 자격을 얻었던 김현수의 메이저 리그 베이스볼 진출을 추진한 것으로 시작으로 많은 에이전트를 하고 있다.